# Casa Gibert (Barcelona)
La Casa Gibert era un edifici situat al mig de l'actual plaça de Catalunya de Barcelona, on actualment hi ha les fonts monumentals.

## Història
Va ser projectat el juny del 1860 per l'arquitecte Josep Oriol Mestres per a l'advocat Manuel Gibert i Sans, president del Gran Teatre del Liceu, i la primera pedra es va col·locar el 4 de setembre del mateix any, amb l'assistència de la reina Isabel II, essent acabada l'any següent. Concebut inicialment com a residència familiar, amb el temps una part va ser ocupada per una oficina de correus i un estanc, i una altra pel Col·legi de Vilar, dirigit per Santiago Vilar, llicenciat en Ciències.
El 1876, Manuel Gibert va vendre els terrenys dels jardins, on es va construir el Teatre del Bon Retir. Posteriorment, en va vendre una altra part a Artur Vilaseca, propietari del Gran Café Colón, on aquest va fer construir el Café del Siglo XIX, conegut popularment com a La Pajarera, i inaugurat el 1888. La pressió ciutadana per a urbanitzar la zona va motivar que el 1886 s'arribés a un acord amb l'Ajuntament de Barcelona per a vendre la resta dels terrenys en subhasta. Finalment, la casa va ser enderrocada el 1895 per a la urbanització definitiva de la plaça.

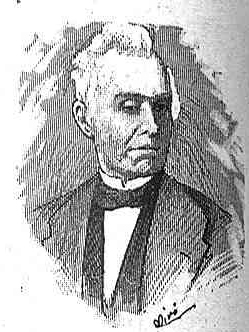
Retrat de Manuel Gibert